# Candalides xanthospilos
Candalides xanthospilos is een vlinder uit de familie van de Lycaenidae. De wetenschappelijke naam van de soort is voor het eerst geldig gepubliceerd in 1806 door Hübner.